# Volatili (astronomija)
Volatili ili ledovi (engl. ices) su pojam u planetologiji koji uključuje skupinu kemijskih elemenata i spojeva niskog vrelišta: dušik, vodu, ugljikov(II) oksid, ugljikov(IV) oksid, amonijak, metan, etan, sumpor, sumporov dioksid, itd. 
Ovi sastojci u krutom stanju često čine veliki dio litosfere patuljastih planeta i satelita jovijanskih planeta, u tekućem njihove plašteve, te hidrosferu Zemlje i Titana, a u plinovitom stanju atmosfere većine terestričkih planeta, Plutona, Titana i Tritona. 
Suprotno od volatila, elementi i spojevi visokih vrelišta u planetologiji nazivaju se stijenje, a oni toliko niskog vrelišta da se nekoć nisu mogli ukapljiti zovu se plin (ne poistovjećivati s plinovitim agregatnim stanjem).